# CAMEL Application Part
CAMEL Application Part (CAP) je signalizační protokol používaný v architektuře Intelligent Network (IN) pro poskytování pokročilých telekomunikačních služeb.

## Technická realizace
CAP je uživatelský protokol Remote Operations Service Element (ROSE). Využívá Transaction Capabilities Application Part (TCAP) z rodiny protokolů SS7. CAP je založen na podmnožině jádra ETSI a umožňuje telefonním operátorům implementaci služeb s přidanou hodnotou (value-added services), jako je možnost přenosu zpráv mezi jednotlivými sítěmi, podpora předplacených karet, boj proti podvodnému chování v mobilních sítích a podpora bezplatných volání (Freephone) jak v hlasových sítích GSM tak v datových sítích GPRS a sítích, které vznikly jejich dalším vývojem (UMTS). Pro přidávání inteligentních aplikací do mobilních sítí využívá postupy osvědčené v pevných sítích, které jsou součástí doporučení Intelligent Network Application Part Capability Set 2 (INAP CS-2).

## Specifikace protokolu
Přenositelné programové vybavení pro CAMEL Application Part (CAP) poskytuje mechanismy pro podporu pokročilých služeb poskytovaných operátorem. Jedná se o služby Inteligentních sítí (Intelligent network) Tím jsou míněny služby , které jdou nad rámec standardních GSM služeb pro roaming účastníků v rámci domovské sítě nebo mimo ni. CAP rozšiřuje rámec pro IN na GSM/3G sítě pro implementaci IN služeb v GSM/3G sítích.
CAMEL je možné použít při roamingu pro monitorování a řízení spojení účastníka. CAMEL mimo jiné podporuje roaming s předplacenými kartami, vytváření uzavřených uživatelských skupin – tak zvaných Virtuálních privátních sítí (fungujících i při roamingu), používání speciálních čísel, které fungují i při roamingu a boj proti podvodnému chování.
CAP je podobně jako CAMEL rozdělený na 4 fáze, z nichž každá má vlastní specifikaci, která používá předchozí fázi. Každá fáze CAP definuje sadu zpráv a procedur potřebných pro naplnění požadavků příslušné fáze CAMEL definované v 3GPP TS 22.078 (servisní aspekty) a 3GPP TS 23.078 (technická realizace).
Definici protokolu lze rozdělit na 3 části:
- Definice pravidel Single Association Control Function (SACF)/Multiple Association Control Function (MACF) pro protokol definovaný ve specifikaci;
- Abstract Syntax Notation One (ASN.1) definice operací přenášených mezi entitami;
- Stavové diagramy definující akce prováděné jednotlivými entitami.